# Історія євреїв у Полтаві
Історія євреїв у Полтаві — хронологічний розвиток соціально-економічного, культурно-релігійного та інших аспектів життя єврейської громади у Полтаві.
Юдейські поселенці на Полтавщині з'являються після падіння Хозарського каганату. Однак протягом тривалого часу не відігравали значної ролі, через свою малу чисельність та швидко асимілювалися. Ситуація змінюється у кінці XVIII столітті, після входження до Російської імперії земель Речі Посполитої. Полтавська губернія входить до смуги осілості. Протягоим століття кількість євреїв у місті збільшується у 30 разів. В місті з'являється 9 синагог, єврейська лікарня, освітні заклади та благодійні організації. Євреї мають представництво у Міській думі, в 1820-х роках Авраам Зеленський був міським головою Полтави. Під час Революції 1905—1907 років Полтава була одним з небагатьох міст де не відбулося єврейських погромів. Цього вдалось досягти завдяки організації загонів самооборони та особистому втручанню В. Г. Короленко. Після приходу радянської влади національні права євреїв суттєво утискаються, закриваються синагоги та єврейські школи. Під час німецької окупації в місті було розстріляно близько 8000 євреїв, і після цього громада так і не змогла повернутись на попередній рівень. У 50-х роках в рамках боротьби з космополітизмом багатьох євреїв звільняли з роботи чи заводили кримінальні справи. Внаслідок цього вони були змушені мігрувати. Відродження юдейської громади починається у XXI столітті. Зараз в Полтаві діють громада прогресивного юдаїзму та хасидська громада, єврейський дитячий садок і школа, існують плани з будівництва синагоги.

## Рання історія
Перші євреї з'явилися на теренах історичної Полтавщини у VIII ст., коли на Лівобережжя поширилася влада Хозарського каганату, де юдаїзм був державною релігією. Хозарські євреї підтримували тісні контакти з князем Володимиром. Після знищення Святославом у 960-х Хозарського царства і приєднання його території до Київської держави хозарські євреї розселилися серед слов'ян. У Києворуській державі займалися торгівлею, виконували деякі адміністративно-фінансові доручення князів і користувалися їхньою опікою. На поч. XII ст. через «многие обиды и вред в торгах» євреї були вислані з Руської землі «со всех их имением» і знову з'явилися на теренах краю в XIV—XV ст. після включення Лівобережжя до складу Великого Князівства Литовського. Наприкінці XV ст. Литва прийняла німецьких євреїв, вигнаних імператором Максиміліаном І. 1507 король Жигмонт І підтвердив права євреїв у князівстві нарівні зі шляхтою.
Єврейська колонізація на землях Полтавщини посилилася на початку XVII ст., після опанування Лівобережжя адміністрацією Речі Посполитою, за часів князя Михайла Вишневецького. Переважно це були торговці й посередники. Значні осередки єврейської діаспори знаходилися в Лубнах, Хоролі, Горошині, Борисполі, Лохвиці, Переяславі. Під час Хмельниччини всі вони були знищені. Фатальну роль у цьому відіграло отожнення населенням євреїв з правлячим класом. Збирання податків, посередництво, оренда маєтків робили євреїв в очах православного населення пособниками ненависної шляхти. Рятуючись від загибелі, деякі євреї приймали православ'я, ставали козаками, засновували старшинські династії, їх називали вихрестями. Вони були обмежені в громадянських правах, лише за часів Мазепи їм було дозволено обіймати керівні посади. Зокрема, полтавський полковник Павло Герцик був сином охрещеного єврея, що приїхав в Полтаву із Умані незадовго до початку Хмельниччини. Його син Григорій був одним з найвідданіших соратників Мазепи, а з 1711 року став генеральним осавулом.
Інший приклад. Маркович Андрій (прибл. 1674—1742) народився в Прилуках в багатій єврейській родині. Входив до складу Полтавської козацької старшини. У 1708 р. був значковим військовим Товаришем, Перейшов на бік Росії і брав участь в руйнуванні Батурина. У 1709—1714 рр. сотник в Глухові, потім полковник у Лубнах (1714—1727 рр.). Відрізнявся великими поборами, захоплював чужі хутора і землі.
Відомими козацькими родами єврейського походження на Полтавщині були також Бороховичі та Крижанівські. За російського панування на Гетьманщині, починаючи з часів Петра І, євреям заборонялося жити на Лівобережжі (укази 1721, 1727, 1738, 1740, 1742), але гетьманський уряд під тиском козацької старшини фактично не виконував цієї заборони.

## За часів Російської імперії

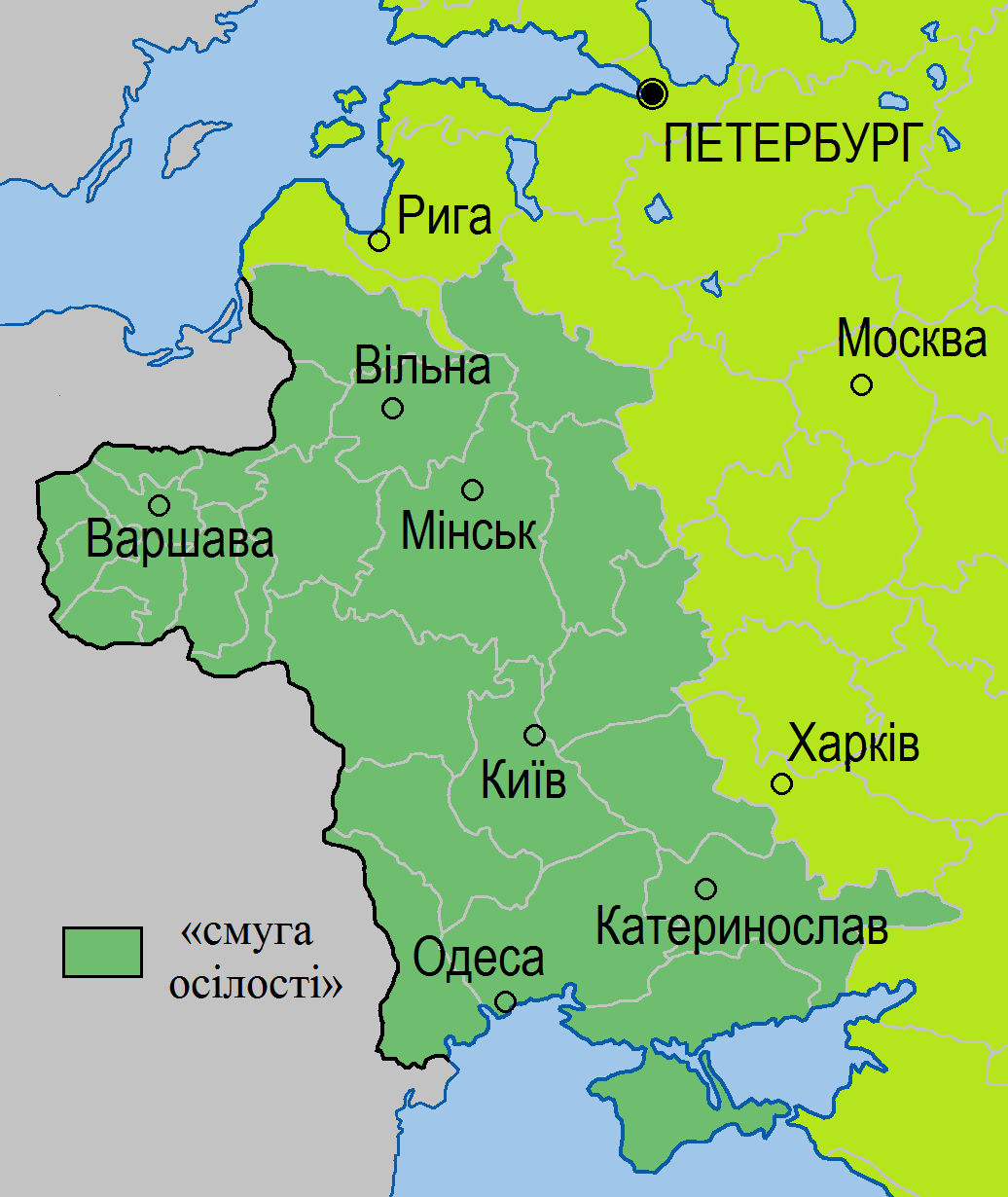
Мапа смуги осілості

Нове єврейське розселення на Лівому боці Дніпра почалося в 1790-х, після ліквідації царською владою автономного устрою козацької України та приєднання до Російської імперії Литви і Польщі, де мешкало близько 900 000 євреїв. Щоб не допустити їх на суто російську територію, законом 1796 було визначено т. з. «смугу осілості», за межею якої євреї не могли поселятися (скасована 1917). Територія Полтавщини входила до «смуги осілості», тому кількість єврейського населення тут постійно зростала. У XIX ст. Полтавщина стала одним з головних центрів концентрації єврейської громади на Лівобережжі.

### Політичне життя
З 1827 на євреїв було покладено обов'язок військової служби, з 1860 вони дістали право бути обраними до міських дум. Хоча відомо, що у 20-х роках XIX століття певний час Полтавським міським головою був єврей Авраам Зеленський. «Пам'ятні книги Полтавської губернії» за 1865 і 1874 рр. вміщають прізвища гласних Полтавської Міської Думи. Серед них Авраам Якович Едлін, Авраам Савелійович Розенберг, Ісай Вульфович Василевський, Соломон Меерович Черницький, Мойсей Давидович Зеленський, Борох Нухімовіч Кричевський, Борох Гельмановіч Хасидов, Мойсей Гдалевич Коников, Борис Веніамінович Рапопорт, член міської управи купець 1 гільдії Авраам Мойсейович Могилевський. Багато купців і міщани не хотіли бути гласними (депутатами), бо це відволікало їх від власної справи — ремесла або торгівлі. Так, наприклад, гласні квартирної комісії євреї Купенский, Розенберг і Колесніков просили губернське правління звільнити їх від посади. Задовольнили прохання тільки Колеснікова в зв'язку з тим, що він перебував під слідством. Давид Куперман просив звільнити його сина Давида з посади гласного квартирної комісії, мотивуючи тим, що у нього сім'я з 9 душ, він старий і не може її утримувати. Отримав відмову. Просив звільнити з посади в зв'язку з хворобою і єврей Могилевський. Прохання задовольнили, як і прохання Корохова, який пояснював відмову від посади гласного тим, що вона веде його до розорення. Єврейська громада рідко задовольняло подібні прохання. Адже звільнивши одного, треба обирати іншого.
Після початкової ізоляції у власній традиційно релігійній громаді євреї почали орієнтуватися одні — на політичну і культурну асиміляцію в російському суспільстві, інші — на розвиток власного національно-визвольного руху (сіонізм) та піднесення питомої культури. Полтава стала одним з перших міст де виник осередок партії Поалей-Ціон, одним із засновників виступив Іцхак Бен-Цві. У 1904 році, на з'їзді в Полтаві вихідці з нього створили єврейську соціал-демократичну партію Поалей Ціон (ЕСДП ПЦ) на чолі з Бером Бороховим.
У Полтаві діяли й інші сіоністські організації. Наприклад, гурток «Торбус» в жіночому профтехучилищі. В донесеннях поліції губернському жандармському управлінню згадуються випадки вилучення сіоністської літератури. 8 липня 1906 року під час обшуку в квартирі Рона Левіна знайдена програма Поалей Ціон. Під впливом сіонізму і чуток про підготовку єврейських погромів посилилася еміграція. Газета «Полтавщина» 16 листопада 1905 р. повідомляла: «Еміграція євреїв за кордон прийняла дуже широкого розмаху. З канцелярії одного тільки Полтавського губернатора видано за короткий час понад 1000 закордонних паспортів переважно сімейних».

### Релігійне життя
Положенням 1835 за єврейським населенням закріплювалося право на сповідування юдаїзму. Однак євреї як релігійна меншість у православній державі зазнавали дискримінації, що викликало в них почуття соціального дискомфорту та було причиною відмови частини єврейства від своїх коренів та навернення у християнство. Водночас замкненість життя в «смузі осілості» сприяла підтримці релігійних традицій, вихованню дітей і молоді відповідно до вимог національної релігії.
На теренах Полтавщини євреї сповідували юдаїзм класичних напрямків — ортодоксальний (миснагдим) та хасидизм. Богослужіння відбувалося в синагогах і молитовних будинках. У більшості це були дерев'яні споруди. У Полтаві перша синагога (дерев'яна) була побудована до 1847 року. У 1850 полтавська єврейська громада збудувала першу муровану синагогу. Вона поклала початок низці культових споруд у кварталі на вул. Іванівській, де були побудовані Велика хоральна синагога (1856), будинок рабина та Синагога Міснагдім (середина XIX ст.), а перша синагога стала використовуватися для різних конфесійних потреб. У Кременчуці Велику хоральну синагогу збудовано 1854, поруч із нею знаходилась одноповерхова синагога. Станом на 1859 у Полтавській губернії діяло 5 синагог (у містах Зіньків, Золотоноша, Кременчук, Переяслав, Полтава) і 26 молитовних шкіл. 1865 в губернії налічувалося 4 муровані та 3 дерев'яні синагоги, 6 мурованих і 27 дерев'яних молитовних шкіл. У д.п. XIX ст. у Полтаві було збудовано 6 мурованих синагог: Військова (1860-ті), Хабадська (поч. 1870-х), Зеленського (1870), Молдавського (1873), Кравецька, Шпитальна (обидві — кін. XIX ст.). На поч. XX ст. у Полтавській губернії діяло 16 синагог у містах: Гадяч, Зіньків, Кобеляки, Костянтиноград, Кременчук, Лубни, Полтава (9), Прилуки; 10 молитовних будинків у населених пунктах: Гадяч (2), Рашівка, Веприк, Лютенька, Великі Будища (всі — Гадяцького повіту), Комишня, Ромодан, Усівка, Сорочинці (всі — Миргородського пов.), 46 молитовних шкіл у населених пунктах: Зіньків, Золотоноша (4), Кобеляки (3), Кременчук (8), Градизьк, Лохвиця (6), Лубни (2), Миргород, Переяслав (8), Пирятин, Полтава (2), Прилуки (5), Ромни (2), Хорол (2).

### Культура та освіта
Традиційну національно релігійну освіту євреї отримували у хедерах, талмуд-торах, казенних та приватних училищах. На духовне життя юдейської громади відчутний вплив справляли рабини та меламеди (вчителі). Із губернських рабинів відомі: Арій Лей Сейденер (з 1886); Аарон Глейзер (з 1890); Єлізер Акібах Рабінович (з 1893). У XIX столітті всі діти євреїв навчалися в релігійних нижчих навчальних закладах — хедерах. Заняття проводилися на квартирі у меламеда. Як правило, умови були погані: діти писали за столом в тій же кімнаті, де жили господарі. Деякі хедери перебували в молитовних будинках. Вчили єврейські мови (іврит та їдиш), заучували тексти Тори і Талмуда, давали ази арифметики. У Полтаві таких хедерів було 20:
- Менделя Берковича Баттєва — нинішня вул. Пушкіна, 2;
- Берка Гейдейберга — вул. Шевченка;
- будинок Гайсина, Гольда — вул. Європейська;
- молитовний будинок, будинок Б. П. Дрейз — вул. Європейська;
- будинки Яровинського, Шнєєра, Зельмана, Давида, кагалу — вул. Європейська;
- будинок Іос. Дін. Кам'янецького — вул. Пилипа Орлика, 9;
- Лівицького — вул. 1100-річчя Полтави та інші початкові культові заклади.
Великою подією для Полтави стало відкриття на Новопроложеній вулиці (нинішня Шолом Алейхема) в будинку єврейської громади 16 квітня 1895 року Талмуд-Тори. Будівля за рахунок коробкового збору та добровільних пожертвувань на місці старої громадської лазні. Заняття вели кращі вчителі з євреїв. В училищі налічувалося 240 учнів та 7 відділень, в тому числі ремісниче зі столярно-токарним цехом. Діти отримували сніданок за 3 копійки. Бідних годували безкоштовно. Вивчали закон Божий, російську та давньоєврейську мови, арифметику. Учням безкоштовно видавали одяг і підручники. На утримання Талмуд-Тори з коробкового збору виділялися 4 000 рублів Відомо, що Фріда Лазарівна Горенберг вклала в будівництво Талмуд-Тори 6 000 рублів і кілька тисяч рублів взяла для цього в борг у Давида Молдавського.
Восени 1896 в Полтаві, у відремонтованій будівлі єврейської лікарні по Кобеляцькій вулиці, гурток єврейських жінок відкрив жіноче училище для дівчаток з бідних сімей. Пізніше були відкриті нижчі початкові закладу для дівчаток:
- Азалії Антонівни Резовскої — по вул. Остроградського, 21 (плата 40-50 руб.);
- на безкоштовному утриманні Полтавського товариства турботи про бідних єврейських дівчаток — по вул. Котляревського, 27, завідувачка Фріда Шуковна Шапіро. Працювало 7 вчителів.
З 1902 р. в Полтаві працювала єврейсько-російська бібліотека, що має близько 8200 книг. У ній також було до 85 осіб передплатників на різні видання. Видавалися на івриті газети «Єврейська робоча хроніка», єврейська консервативна «Ха модія» і щомісячник «Ха Пелес». Редактором наприкінці XIX — початку XX століття був А. Рабинович (1862—1917), затятий противник сіонізму.

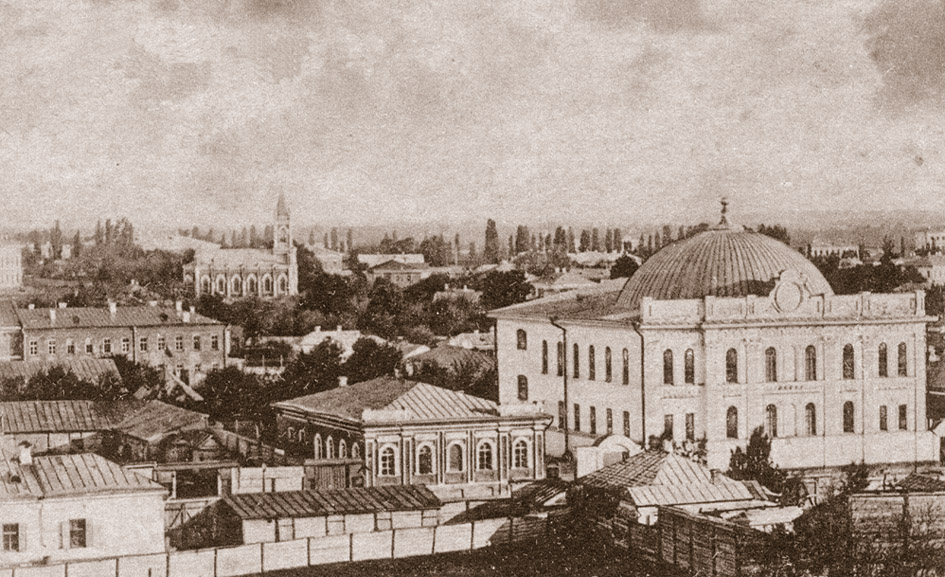
Синагога Міснагдім та Велика хоральна синагога. Фото поч. XX ст.

На початку XX століття вперше почалося спільне навчання єврейських і християнських дітей. У 1900 р. на Новополтавській вулиці (вул. Шевченка) брати Баєр відкрили комерційне семикласнеучилище. Єврейських хлопчиків брали лише 3 % від норми.

### Побут
Заняттями євреїв на початку XIX століття, за описом Полтавського губернатора Аверкієва, були: продаж бакалійних товарів, закупівля і продаж хліба, полотна, овечих смушків. У Кременчуці, крім того, закупівля і продаж смоли, поставка на утримання винних відкупів та ін. Багаті міщани займалися розміном грошей. Бідні євреї наймалися торговцями вином в містах, винокурами у поміщиків, прикажчиками на поштових станціях. Частина євреїв займалася ремеслом, виготовленням одягу і взуття, продажем дрібниць. З розвитком промисловості багато євреїв-ремісників стають робітниками на фабриках, але більшість їх залишаються ремісниками-одинаками. Головне заняття — виробництво одягу та предметів туалету. Середній заробіток: кравці 130—180 руб., Шевці 150—300 руб. в рік і т. д.
У 1844 році в Полтаві почалася епідемія чуми. Був заснований губернський комітет по боротьбі з хворобою. Місто поділили на 6 ділянок. Нагляд доручили піклувальникам з дворян, а їх помічниками стали купці-християни і євреї. Було складено «Повчання для лікування холери». Захворіло 20 чоловік, померло 4. Євреї-купці Давид Оршанський, Габай Зекелі, Йосип Португалов і Давид Зеленський заявили Міський Думі про своє бажання доглядати за хворими і подали відповідне прохання.
Багаті євреї-купці багато зробили, поповнюючи скарбницю, для розвитку міста, промисловості і торгівлі. У 1852 році в Полтаві відкрилася Іллінський ярмарок (раніше він був в м. Ромни Полтавської губернії). На нього з'їхалися понад 40 000 осіб, що перевищило кількість жителів вдвічі. Після Нижегородського це був найбільший в Росії ярмарок. У Полтаві на Іллінському ярмарку завдяки євреям з'являються сукна західного виробництва, шовкові і камзольні матерії, голландське полотно, віденський галантерейний товар.
Багато євреїв, зараховані до Полтави, проживали в сусідніх губерніях, де не платили податки. У 1840 р. єврейський кагал винайшов оригінальний спосіб стягнення зборів. Кагал з дозволу Думи відправив кількох осіб відшукати цих неплатників і взяти у них гроші. Їм виділили на проїзд по 1 руб. на добу. Але замість виконання завдання ті вирушили в Таврійську губернію, закупили там рибу і розпродали її в Полтаві, отримавши тим самим солідний прибуток. Через два роки ці люди знову заявили про своє бажання вирушити на розшуки неплатників. Тоді губернське правління заборонило євреям виїжджати. Полтавський губернатор Кокошкін вирішив посилити контроль за кагалом. Він заснував посаду чиновника по єврейських справах з платнею 200 руб. з суми коробкового збору. При Кокошкіні на цій посаді був рабин Модіевський, єдиний чиновник особливих доручень. Після нього ця посада не існувала.
Відомі імена великих підприємців-євреїв:
- Фрішберг А. А. — почесний громадянин. Власник друкарні, палітурної майстерні, складу паперового і канцелярського приладдя, агентства першого російського страхового товариства;
- Ейзлер — власник парового млина;
- Розенберг Шифра Абрамівна — власниця парового млина;
- Амчіславський М. Г. — власник друкарні з 45 працівниками по вул. Пушкіна, 40;
- Гонф А. А. — власник друкарні по Мало-Петровскій вулиці;
- Подземський Д. Н. — власник друкарні з 53 робітниками;
- Рабинович Е. М. — власник друкарні з 16 робітниками по вул. Олександрівській, 2.
Власники великих магазинів:
- Зайкель Я. М. — модно-галантерейний магазин;
- Графт Б. Ю. — склад аптекарських і хімічних продуктів;
- Бродський І. С. — комісійний магазин по хлібній торгівлі;
- Дохман І. А. — паперові крамниці;
- Лящ — власник магазинів і складів.
Серед власників аптек 11 євреїв, 3 — власники фотостудій, 4 — страхових агентств, власники готелів і ін. Газетні публікації повідомляють про послуги лікарів. Серед них зубних лікарів-євреїв — 6, лікувальних — 10 (з 37) і ін. Навіть на державній службі в обмеженій кількості були євреї: губернська управа — 3, реміснича управа — 2, казенна палата — 5.

## Перша половина XX ст

### Революція 1905—1907 рр
Під час Революції 1905—1907 років в Полтаві вдалось уникнути значних єврейських погромів. У жовтні 1905 року в місті була у значній кількості розповсюджена чорносотенна література. Деякі гласні і члени міської думи (Короленко, Сеяльський, Сосновський, Старицький, Хабур та інші) вживали всі заходи, аби не допустити до погрому, ходили по базарах, і взагалі, де купчиться єврейське населення, говорили промови, випускали відозви. Незважаючи на попереджувальні заходи, чорносотенці продовжують антиєврейські акції в Полтаві. У ніч на 20 травня 1906 року в базарній площі були знайдені листівки «О, РУССКИЕ» із закликом вбивати євреїв. Залізничники взяли на себе охорону порядку в місті, озброєні револьверами — ходили по місту, і де помічали натовп, старалися його розділити. 18 жовтня 1905 року чорносотенна демонстрація з портретами царя, яка безчинствувати та закликати до погромів, була зупинена залізничниками. Єврейська громада міста також організували власні загони самооборони, що слідкували за порядком. Попереджені були погроми також в деяких інших містах та селах: Нові Санжари, Мала Перещепина, Лохвиця, Яготин.
Особливу роль в боротьбі з антисемітизмом належить В. Г. Короленко, що на той час мешкав в Полтаві, і користувався повагою практично всіх жителів міста, незалежно від національності та політичних поглядів. Під час революції він написав десятки статей та відозв із спростуванням чорносотенних міфів та особисто захищав юдеїв у місті. У 1911 році він виступив на захист євреїв у Справі Бейліса.
Революція зазнала поразки. Погромний рух було приборкано, але різні демагоги продовжували покладати на євреїв відповідальність за революцію. У квітні 1911 в Полтаві зловмисники підпалили Велику хоральну синагогу. Згорілий попіл 80 сувоїв Тори євреї поховали в 25 ящиках на єврейському кладовищі 25 квітня.
Під час Першої світової війни населення Полтави збільшилася за рахунок висланих з прифронтової зони євреїв. Єврейської зрадою намагалося пояснити командування російської армії військові поразки в 1915—1917 роках. Біженці сприяли розвитку панчішного виробництва. Вони вдосконалили пристосування для виготовлення ниток. Котушки купували в Росії. Готову продукцію також вивозили для продажу в Росію. На трикотажних підприємствах працювало багато жінок-єврейок.

### Встановлення радянської влади
Після падіння самодержавства євреї були урівняні в правах з рештою населення. 28 березня (10 квітня) 1917 року в Полтаві відбувся єврейський мітинг, на якому була прийнята резолюція: «… вітати Тимчасовий уряд і вимагати для єврейського народу права на повне національне самоврядування, форми якого повинні бути встановлені Всеросійським Установчими зборами, скликаними на правах загального прямого таємного і рівного виборчого права. До скликання з'їзду вимагати державного субсидування єврейських національних установ». 31 березня (13 квітня) в Полтаві проходив мітинг єврейських соціалістичних партій, на якому були присутні 600 осіб. Виступаючі висловлювали побажання про необхідність створення єврейської соціал-демократичної партії. 1 (14) квітня у Полтаві відбувся єврейський мітинг з питання реорганізації місцевої єврейської громади. Промовці говорили про те, що в зв'язку з цивільним і політичним звільненням жінок необхідно створити союз жінок незалежно від партій, класів і національностей.
2 (17) липня 1917 року проводилися перші демократичні вибори до Полтавської міської Думи. Вибори проводилися за партійними списками. З 70 обраних гласних євреїв було 18. Від єврейських партій були обрані: єврейське демократичне об'єднання — 2 гласних, від Бунда — 2, від інших неєврейських партій — 14 євреїв.
Єврейські політичні партії влітку 1917 року підтримували ідею української національної автономії. Наприклад, один з керівників Об'єднаної Єврейської Соціалістичної Робітничої Партії (ОЄСРП) Брауде, виступаючи в червні 1917 року в Полтавській міській Думі, говорив: "Я є прихильником широкої автономії України. Єврейської демократії завжди були близькі сподівання широких верств українського народу. Нас, євреїв і українців, пригнічував старий режим, і скажу відверто: великим моральним гонінням і терзанням піддавалася українська нація. Нас, євреїв, хоч визнавали за націю, а за українцями і цього не визнавали ". У той же час Брауде вважав, що потрібно чекати Установчих зборів, яке дасть Україні автономію. Пізніше ОЄСРП випустила відозву про невизнання будь-якої влади в Україні крім Центральної ради
На губернському сіоністському з'їзді 24 серпня (6 вересня) 1917 року була зроблена спроба напрацювати єдину програму сіоністських організацій. На з'їзд прибуло 42 делегати. Вони представляли партії: «Поалей-Ціон», «Цейла-Ціон»; організацію «Торбус», гурток «Газомір» єврейського жіночого профтехучилища, сіоністів-вчителів і солдатів. У своїй доповіді про роль єврейської громади в захисті інтересів євреїв делегат Непомнящій говорив про необхідність створення єврейської школи, підтримки національних бібліотек і театру. Головуючий Рубінов запропонував направити вітальні телеграми Тимчасовому уряду, Центральної Ради і Раді робітничих і солдатських депутатів. Делегат Соловейчик сказав, що мова вулиці — жаргон, а мовою школи повинна бути давньоєврейська. Виступаючий Кулинский підкреслив, що сіоністи за відділення школи від держави. Делегат Фрідман зробив доповідь про участь у виборах в Установчі збори. Гасло на виборах: «Єврейськими представниками є лише ті депутати, які обрані євреями і визнають пріоритет єврейських національних інтересів». Потрібно створити сіоністський національний блок на базі програми Тимчасового уряду, а платформу з національного питання повинен виробити Всеросійський єврейський з'їзд. Для координації дій потрібно утворити єврейські виборчі комітети. Делегат Кац підкреслив, що народ повинен чітко уявляти і підтримувати свою програму. Делегат Нус говорив про труднощі переходу на українську мову. Делегат Віленський зробив доповідь про завдання єврейського з'їзду, т. зв. єврейського Установчих зборів. На цьому з'їзді потрібно буде домагатися національно-персональної автономії. Необхідний референдум, який повинен показати думку євреїв про переселення в Палестину. Постановили створити в Полтаві виборний сіоністський комітет з 3 чоловік, а в кожному повіті автономний виборний комітет.
Губернський сіоністський з'їзд підтримав національно-визвольну боротьбу українського народу. Доповідач з українського питання Рубінов заявив, що сіоністський рух базується на правах всіх народів на вільне національне життя. Євреї, які живуть на одній землі з українцями, повинні говорити їхньою мовою. З'їзд вітав представник української інтелігенції Андрієвський. Він сказав, що сподівається на спільну роботу української та єврейської інтелігенції в прагненні до вільного Україні.
Єврейські партії засудили більшовицький переворот 1917 року. Полтавська міська Дума висловила свій протест одноголосно. За резолюцію голосували представники всіх партій, навіть більшовики. Вінц — представник Бунда — заявив, що виступ більшовиків геть несвоєчасне акт в той момент, коли по країні прокотилася хвиля анархії і погромів. У Полтавській міській Думі під час обговорення III Універсалу 11 листопада 1917-го виявилися розбіжності. Представники єврейських партій підтримали створення Української держави, але вважали, що остаточну форму державної влади в Росії може визначити лише Установчі збори.
В той же час багато євреїв стали інтернаціоналістами, бачили майбутнє єврейського народу з позицій класової боротьби, диктатури пролетаріату. Вони вступали в РСДРП або співчували їй. 28 жовтня (10 листопада) 1917 у Полтаві була встановлена радянська влада. В її керівних органах було чимало євреїв. Комісаром з народної освіти в Полтаві призначена єврейка Антоніна Робсман. Наприкінці грудня 1917 р. у Полтаві розпочалися погроми. Натовпи п'яних солдатів і міського люмпена громили винні склади, магазини. Безчинства припинилися на початку 1918 р., коли міська Рада вирішив знищити всі запаси спирту і вина, виливши їх у стічні канави.
Навесні 1918 року була відновлена влада Центральної Ради на Полтавщині. Звільнення супроводжувалось міжетнічними зіткненнями. У Пирятині поховані 10 убитих в Гребінці євреїв, крім того, 8 осіб пограбовані і вбиті в ніч на 10 квітня. На станції Ромодан від 30 березня до середини квітня було вбито гайдамаками до сорока євреїв.
19 січня 1919 року, після вигнання військ Директорії в Полтаві була встановлена радянська влада. Захоплення міста суповоджувалось погромами та мародерством з обох боків конфлікту. З 29 червня по 10 грудня 1919 року Полтаву контролювала армія Денікіна. Денікінці виконували древолюційне антиєврейське законодавство, обкладаючи євреїв додатковими податками та обмежували релігійні права юдеїв.
В ході Червоного терору страждали в тому числі євреї. Так влітку 1920 року в Полтаві було розстріляно групу купців-мельників, що закуповували борошно не за встановленими цінами. Родичам заборонили ховати їх на єврейському кладовищі.
В УРСР євреї одержали формальну рівноправність. Звуження традиційної господарської бази (промисловість, торгівля, фінанси) було компенсоване широкою участю в державних, партійних і господарських установах (2/3 керівництва і 1/3 апарату). Водночас після встановлення радянської влади єврейське релігійне і громадське життя на Полтавщині поступово було згорнуте, синагоги й молитовні будинки закриті. 05.04.1923 було закрито Велику хоральну синагогу в Полтаві, 10.04.1923 — синагогу «Кнесс Ісроель» у Кременчуці. Закрито єврейську лікарні та інші благодійні організації обмежено прояви релігійного культу.
Єврейська громада намагалася з цим боротися. Так, в 1922 р. правління громади виступило з протестом проти закону, що встановлював тільки один загальний вихідний день — неділю. Місцеве відділення Єврейської секції КП(б)У спробувало в 1924 р. організувати «живу синагогу» з «червоним» рабином на чолі, але через опір віруючих ця спроба не увінчалася успіхом. У 1920-х рр. в Полтаві діяли групи Ге-Халуцу, що готували молодь до переїзду в Ізраїль та національного відродження. До 1928 р. виходила релігійна література на івриті. У 1920—1930-х рр. існували школи з викладанням на ідиш.

## Голокост у Полтаві
Трагічними для єврейства стали роки Другої світової війни. На Полтавщині жертвами гітлерівського геноциду стало 22340 осіб єврейської національності (47,5 % євреїв, що проживали в області на 01.07.1941).
Масове винищення євреїв почалося 23 листопада 1941 року. Ця запланована акція була здійснена на околиці міста в районі Червоних казарм за сценарієм Бабиного Яру. Здійснено вона була тією ж зондеркомандою айнзацгрупи «С», яка кілька місяців тому знищила євреїв Києва. Екзекуція над євреями Полтави почалася зі збору людей нібито для переселення їх в інше місце. У всіх були вилучені цінності, одяг, взуття. Людей відводили групами до стрільбища. Немовлят скидали в ями живими, а старшим змащували губи і під носом отруйною рідиною. Живі свідки християни розповідали про все так: «Стояв гул і стогін, плач, не вважали, ані прохання про помилування дітей, їх знищували на очах у матерів. Багато росіян і українці (змішані шлюби) вмирали разом з сім'ями». Всю ніч з 23 на 24 листопада 1941 р. чулися постріли, стогони. Після цього всіх ховали в загальні могили, враховуючи поранених які ще лишались живими. Ще декілька днів після цього з братських могил чулися стогони, а земля над ними тремтіла. Всього в місті було розстріляно близько 8000 євреїв, але відомі імена лише трохи більше 300. На місці розстрілу в 1970 р. встановлено пам'ятник «Скорботна мати».
У 2017 році, під час підготовки до будівництва нового мікрорайону на території колишніх Червоних казарм було виявлено масові людські поховання.

## Друга половина XX ст
У повоєнний час юдейська громада в Полтавській області фактично припинила своє існування. В ході Боротьби з космополітизмом євреї були звільнені практично з усіх керівних посад. Євреїв звільняли з навчальних закладів, лікарень, наукових установ, деякі звільнення супроводжувались криміальними справами. У 1953 році юдейська громаду Полтави позбавлено офіційного статусу. У 1950–1970-х вияви єврейського національно-культурного та релігійного життя зведено до мінімуму. У 1970 Р. в Полтавській обл. мешкало 10768 євреїв. Переважна більшість їх у кін. XX — на поч. XXI ст. виїхала в Ізраїль, США, Німеччину та інші країни.
Активне відродження єврейського релігійного життя на Полтавщині розпочалося в перебудовний період та після проголошення незалежності України.

## Сучасність
За переписом 05.12.2001 в Полтавській обл. назвали єврейську мову рідною 1843 чол., з них 730 у Полтаві.
Нині в Полтаві діє громада Прогресивного Юдаїзму та громада прихильників Об'єднання Хасидів Хабад Любавич.
Релігійні громади хасидів Хабад Любавич зареєстрована у 1993 році.

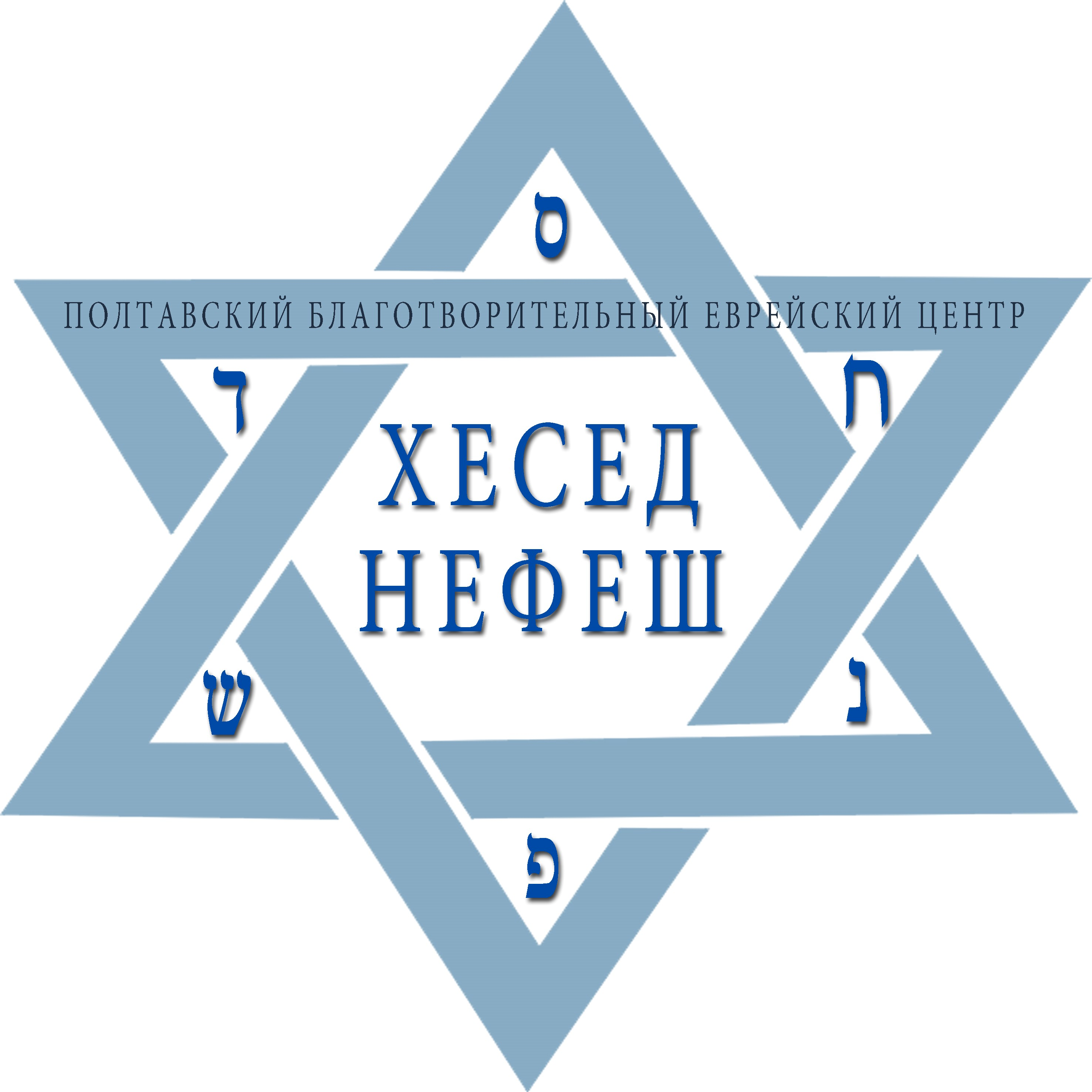
Емблема фонду «Хесед Нефеш»

У 1998 році засновано благодійний фонд Хесед Нефеш, що займається підтримкою єврейської культури в місті та налагодженням зв'язків з єврейськими громадами інших міст.
Із серед. 1990х розпочалося і щорічно нарощується паломництво хасидів із різних країн світу в м. Гадяч до поховання засновника хасидської системи Шнеура Залмана. У Гадячі реконструйовано склеп з останками ребе, споруджено готель для паломників, у 2012 році відкрито центр хасидизму «Адмор Азакен».
Громада Прогресивного Юдаїму була створена в липні 2001 року щойно прибулим з Ізраїлю молодим рабином Йосефом Сегалем. Спочатку функціонувала в невеликій орендованій квартирі. Тут почали проводити молитви, організовувати проведення традиційних свят. Незабаром з'явилася можливість перебратися в більш просторе приміщення на вул. Пилипа Орлика. Віруючі юдеї Полтави періодично проводять богослужіння в приміщенні колишньої Великої хоральної синагоги (нині — обласна філармонія).
Завдяки старанням рабина Й. Сегаля була створена перша єврейська школа і дитячий садок.
У 2002 році стараннями рабина і членів громади в Полтаві з'явилася газета «Ма хадаш?», Яка висвітлює культурне та громадське життя єврейського населення міста. Газету отримують безкоштовно 700 сімей. З 2006 року діє програма з надання малозабезпеченим людям похилого віку гарячого харчування, в якій на даний момент беруть участь близько 35 осіб. Освітня програма СТАРС для молоді зібрала понад 40 осіб. Юнаки та дівчата збираються 2 рази на тиждень для навчання. Діє Благодійна програма кошерного харчування для дітей.
Щомісяця збирається в Полтаві жіночий клуб «Малка», на якому жінки обмінюються своїми проблемами, отримують нові знання з культури і традицій єврейського народу, освоюють національну кухню, вникають в тонкощі виховання єврейських дітей і багато іншого. Допомога в цьому їм надає керівник клубу Рабанн Діна Сегаль. Велика увага головою громади приділяється дотриманню традицій. У такі свята, як Рош-а-Шана, Суккот, Песах і інші, громада збирає за святковими столами більше 300 чоловік.
У 2008 році планувалось будівництво синагоги на початку вулиці Шолом-Алейхема, але пропозиція не була реалізована.
В місті трапляються прояви антисемітизму. Зокрема, іноді невідомі вночі наносять на меморіал «Скорботна мати» написи нацистського та антисемітського змісту. В той же час ця діяльність не носить систематичного характеру, і загалом населення приязно ставиться до відродження єврейської громади в місті.

## Синагоги Полтави

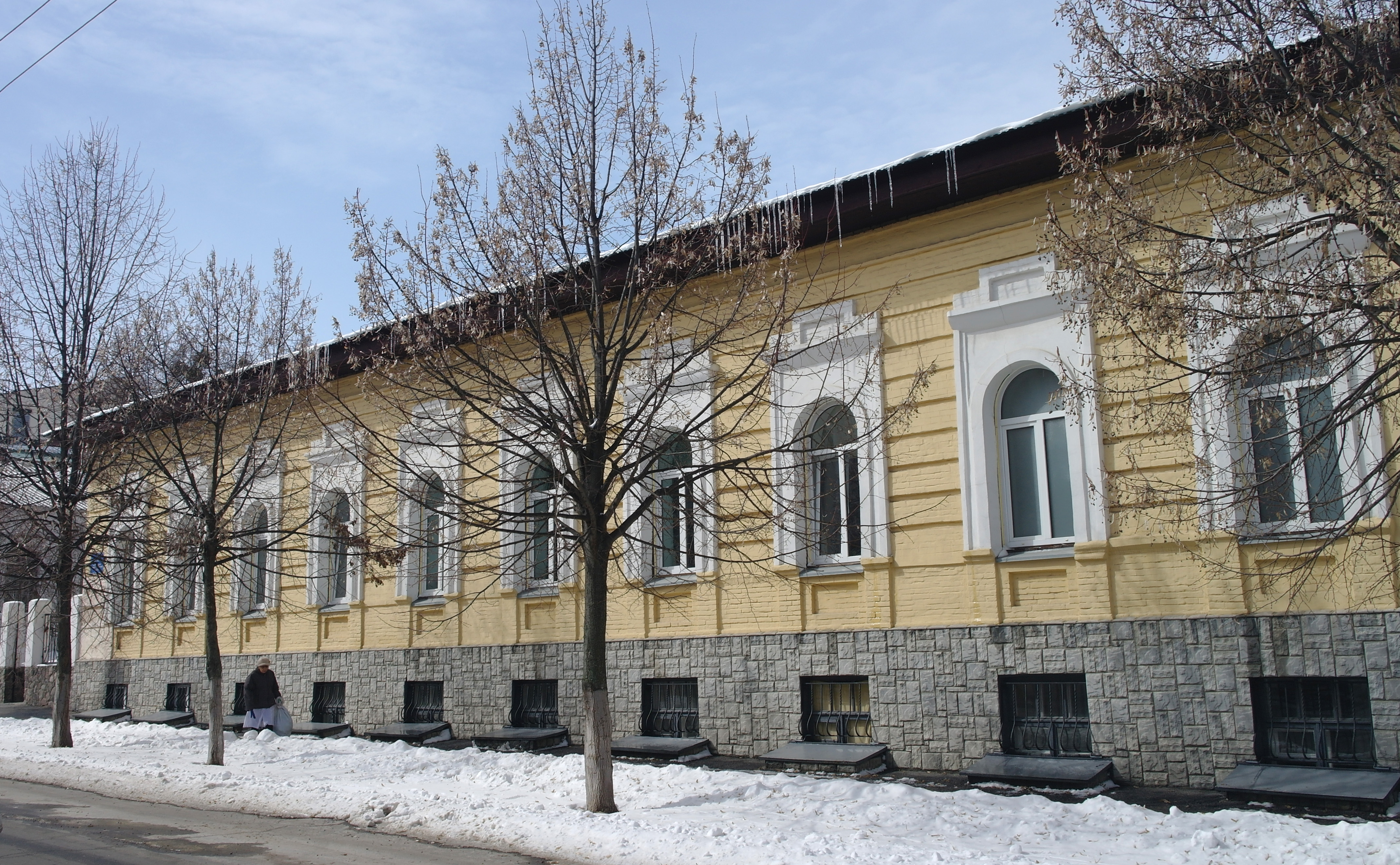
Будівля Першої кам'яної синагоги у Полтаві

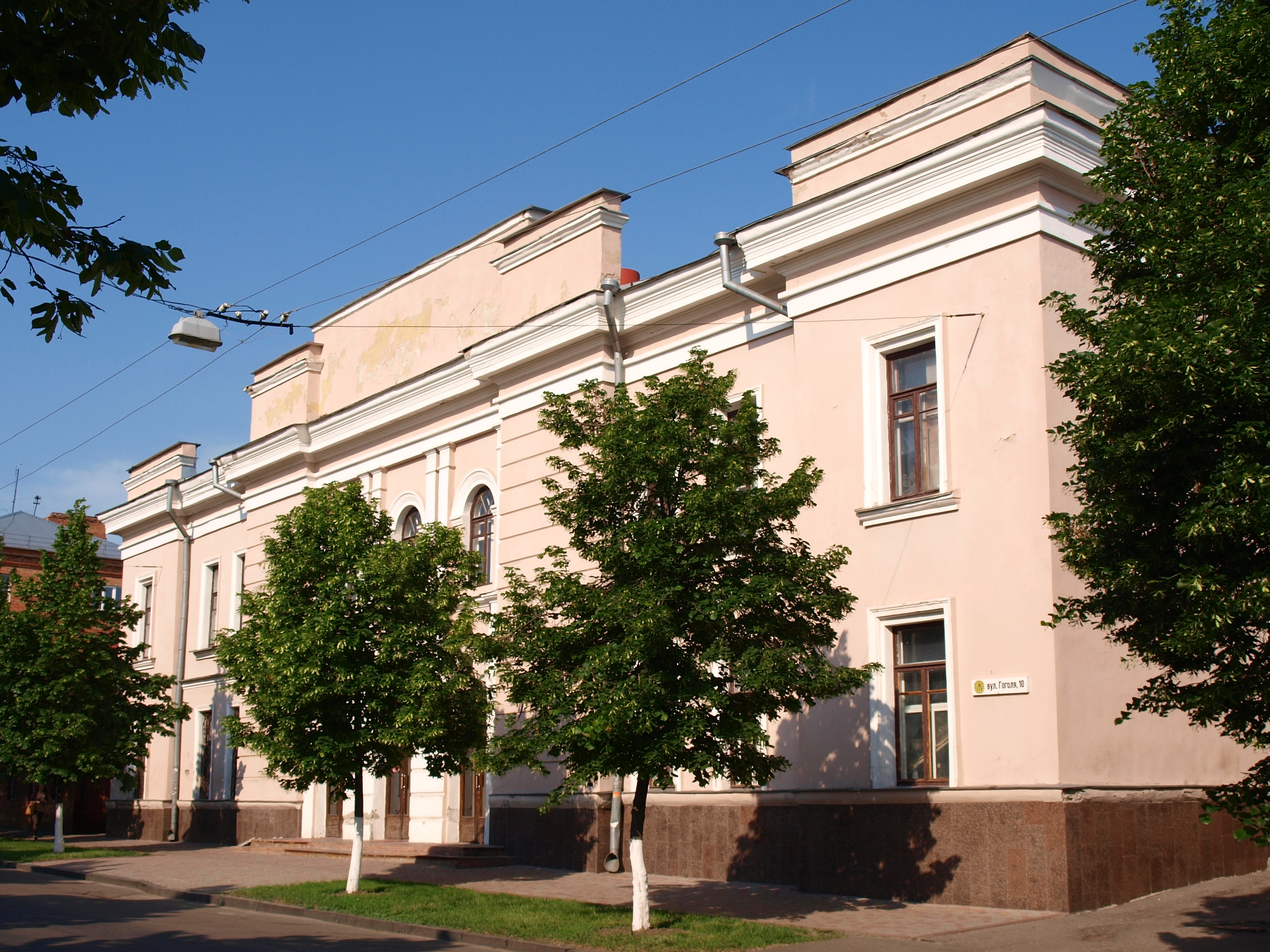
Будівля Великої хоральної синагоги

Протягом XIX ст. синагоги були відкриті в усіх районах де проживали юдеї. Але з приходом радянської влади всі вони були закриті, а приміщенні націоналізовані та використовувались для господарських потреб.
| Назва                                | Час будівництва                  | Розташування                             | Сучасний стан                                                            |
| ------------------------------------ | -------------------------------- | ---------------------------------------- | ------------------------------------------------------------------------ |
| Велика хоральна синагога             | 1856                             | вул Іванівська (Гоголя) 10               | В будівлі знаходиться Полтавська обласна філармонія                      |
| Хабатська синагога                   | 1870-ті                          | вул Поштамська (Чорновола) 18            | Частково перебудована                                                    |
| Перша кам'яна синагога               | 1847 — дерев'яна, 1850 — кам'яна | вул Іванівська (Гоголя) 6                | В будівлі знаходиться відділення Полтавського базового медичного коледжу |
| Військова синагога                   | 1856                             | вул Поштамська (Чорновола)               | Після добудови трьох поверхів перетворена на житловий будинок            |
| Синагога Міснагдім                   | сер. XIX ст.                     | вул Іванівська (Гоголя) 12               | Зруйнована                                                               |
| Синагога Молдавського                | 1873                             | пров. Різдвяний (Кооперативний)          | Зруйнована                                                               |
| Шпитальна синагога                   | кін. XIX ст.                     | вул. Кобеляцька (Європейська) 34         | Зруйнована                                                               |
| Кравецька синагога                   | кін. XIX ст.                     | пров. Карлівський (Романа Шухевича)      | Зруйнована                                                               |
| Приватна синагога ім. А. Зеленського | 1870                             | вул. Мало-Петровська (Небесної Сотні) 13 | Зруйнована                                                               |

## Кількість єврейського населення
1802 року була створена Полтавська губернія, частка євреїв серед населення складала 0,4 % (2114 осіб чоловічої статі). Найбільша єврейська громада (18 купців та 522 міщан) мешкала в Кременчуці. Тенденція випереджаючого зростання єврейського населення Кременчука зберігалася протягом усього XIX ст. Пояснювалося це вигідним розташуванням міста на Дніпровському торговому шляху, що приваблювало єврейських купців і комерсантів. У Полтаві 1802 мешкало 18 євреїв-купців і 285 міщан. У 1840 єврейське населення Полтавської губернії становило 16 455 чол. У другій половині 1850-х єврейське населення значно збільшилося, внаслідок переведенню з Ромен у Полтаву знаменитого Іллінського ярмарку. 1863 в губернії проживало 34220 євреїв, або 2 % населення краю. 1882 євреї одержали право мешкати у 35 містах і містечках губернії. Частка євреїв серед міського населення зросла до 20,2 %. Найбільшою залишалася єврейська громада Кременчука: 1897 — 28890 чол., 1913 — 36 962 чол. (60 % жителів). 1915 чисельність євреїв у Полтавській губ. становила 157 743 чол. У той же час у Полтавській губ. євреїв жило найменше в Україні: 4,0 %. Як і раніше, євреї переважали серед підприємців і торговців.
У 1863 р. населення Полтавської губернії становило 1 млн. 891 тис. 455 чол. Єврейське населення губернії — 34220 чол., Тобто 2 % всього населення губернії. За 20 років чисельність населення збільшилася вдвічі. У Полтаві євреїв проживало 1656 чол. чоловічої статі, 1971 — жіночої. У Кременчуці — 4414 чол. чоловічої статі і 4079 жіночої. У Миргороді — 2620 чол. чоловічої статі і 2449 жіночої. У Переяславі — 2620 чол. чоловічої статі і 2580 жіночої і т. д.
Євреї становили 20,2 % міського населення. Зосередження євреїв в містах — результат посилення заборони проживання в сільській місцевості. У 1882 р. євреї отримали право вільного проживання в 35 селищах губернії — містах і містечках. У 1873 р. єврейське населення Полтави налічувало 6195 чол. У Кременчуці в 90-х рр. XIX століття євреїв налічувалося 29 890 чол. з 63 тис. жителів міста.
У 1897 р. населення Полтави досягло 53 703 чоловік. З них євреїв — близько 10 тис.
До початку Першої світової війни населення Полтавської губернії становило 3 306 507 осіб. У тому числі євреїв в містах 115 265 чол., у містечках і селах — 34 042 чол. Усього 455 307 чол. У Полтаві євреїв 10 669 чол., у Кременчуці — 36 962 чол. У Полтаві євреїв 10 %, в Кременчуці — 60 % населення, а по губернії — 4,5 % загальної кількості. Порівняно з 1863 р. єврейське населення збільшилося — в 4 рази, за 100 років — в 30 разів, а в співвідношенні до всього населення — в 10 разів.
|          | 1926 | 1939 | 1959 | 1989 | 2001 |
| -------- | ---- | ---- | ---- | ---- | ---- |
| українці | 68,4 | 78,5 | 79,7 | 79,8 | 87,7 |
| росіяни  | 8,9  | 9,5  | 15,6 | 17,5 | 10,6 |
| євреї    | 20,5 | 9,9  | 3,4  | 0,8  | 0,3  |

## Видатні представники єврейського народу, які народились чи мешкали на Полтавщині

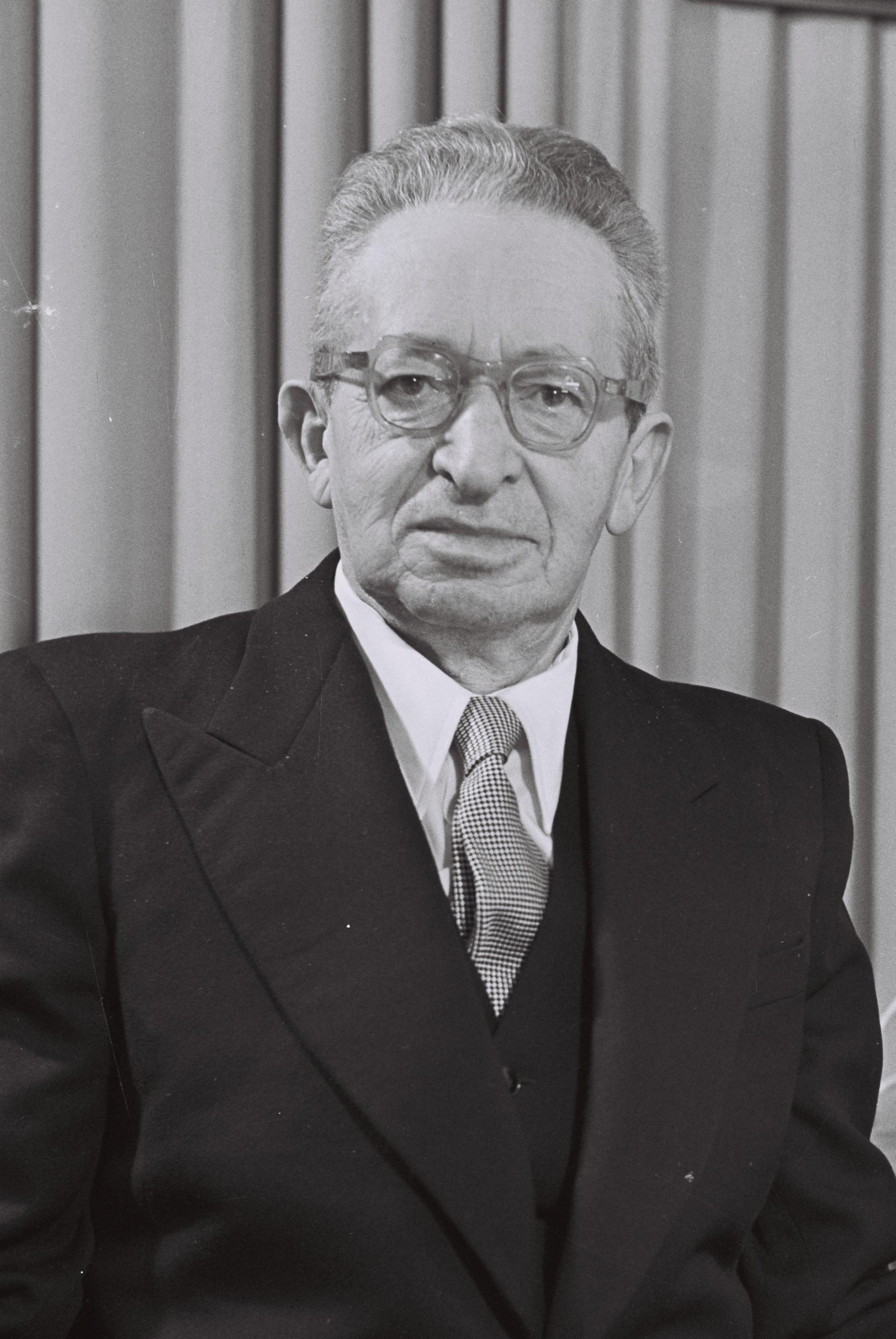
Іцхак Бен-Цві

- Іцхак Бен-Цві — політичний та державний діяч, президент Ізраїлю (1952—1963);
- Яаков Зрубавель— один із засновників партії Поалей-Ціон;
- Рахель Блувштейн — поетеса;
- Шолом-Алейхем — письменник, драматург, один з основоположників сучасної художньої літератури мовою їдиш;
- Мане-Кац — живописець і скульптор;
- Юлій Ганф — графік, карикатурист;
- Лев Вайнгорт — архітектор та краєзнавець;
- Аліна Трейгер — перша жінка-раввин після Другої світової війни.